# Liste der Biografien/Zb
Liste der Biografien |
Portal Biografien |
Personensuche
# |
A |
B |
C |
D |
E |
F |
G |
H |
I |
J |
K |
L |
M |
N |
O |
P |
Q |
R |
S |
T |
U |
V |
W |
X |
Y |
Z |
?
 
Za |
Zb |
Zc |
Zd |
Ze |
Zf |
Zg |
Zh |
Zi |
Zj |
Zk |
Zl |
Zm |
Zn |
Zo |
Zr |
Zs |
Zu |
Zv |
Zw |
Zy |
Zz
Die Liste der Biografien führt alle Personen auf, die in der deutschsprachigen Wikipedia einen Artikel haben. Dieses ist eine Teilliste mit 61 Einträgen von Personen, deren Namen mit den Buchstaben „Zb“ beginnt.

## Zb

### Zba
- Žbanić, Jasmila (* 1974), bosnische RegisseurinJasmila Žbanić (* 1974)

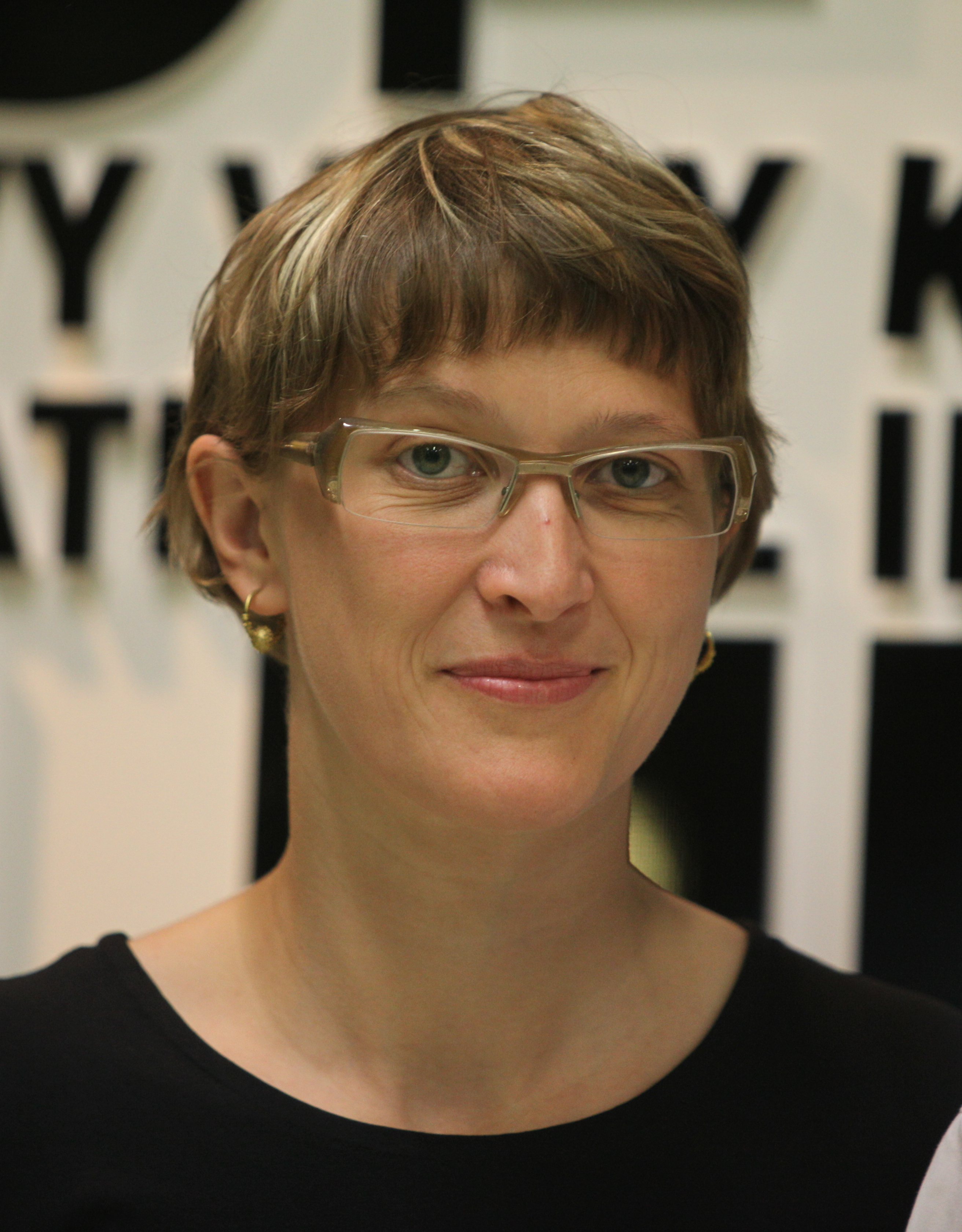
Jasmila Žbanić (* 1974)

- Zbären, Ernst (* 1941), Schweizer Politiker (GFL), Umweltschützer und Fotograf
- Zbären, Noemi (* 1994), Schweizer Leichtathletin
- Zbarzer, Welwel (1826–1883), hebräischer und jiddischer Volkssänger
- Zbąski, Abraham, polnischer Ritter
- Zbavitel, Dušan (1925–2012), tschechoslowakischer Indologe und Übersetzer

### Zbe
- Zberch, Katja (* 1978), belarussische Basketballspielerin
- Zberg, Beat (* 1971), Schweizer Radrennfahrer
- Zberg, Fabian (* 1994), Schweizer Biathlet
- Zberg, Luzia (* 1970), Schweizer Radrennfahrerin
- Zberg, Markus (* 1974), Schweizer Radrennfahrer

### Zbi
- Zbičajnik, Karolina (* 2005), slowenische Sprinterin
- Zbierski, Radosław (* 1988), polnischer Volleyballspieler
- Zbigniew († 1112), Prinz und Co-Herzog von Polen (1102–1107)
- Zbik, Sebastian (* 1982), deutscher Boxer
- Żbikowska, Beata (* 1934), polnische Mittelstreckenläuferin und Sprinterin
- Zbikowski, Mark (* 1956), US-amerikanischer Informatiker, Programmierer
- Żbikowski, Zbigniew (* 1952), polnischer Journalist und Schriftsteller
- Zbinden, Andreas (* 2000), Schweizer Badmintonspieler
- Zbinden, Emil (1908–1991), Schweizer Zeichner, Xylograph und Kunstmaler
- Zbinden, Fritz (1922–1983), Schweizer Radrennfahrer
- Zbinden, Fritz Karl (1896–1968), Schweizer Maler, Zeichner und Grafiker
- Zbinden, Hans (1893–1971), Schweizer Verleger und Autor
- Zbinden, Hans (* 1945), Schweizer Politiker (SP)
- Zbinden, Julien-François (1917–2021), Schweizer Komponist und Jazzpianist
- Zbinden, Jürg (* 1958), neuapostolischer Geistlicher
- Zbinden, Leandro (* 2002), Schweizer Fussballtorhüter
- Zbinden, Patrick (* 1966), Schweizer Sensoriker
- Zbinden, Paul (* 1938), Schweizer Politiker (CVP)
- Zbinden, Peter (* 1937), Schweizer Automobilrennfahrer
- Zbinden, Pierre (1913–1981), Schweizer Landschaftsarchitekt
- Zbinden, Rita (* 1958), Schweizer Fussballfunktionärin
- Zbinden, Samuel (* 1999), Schweizer Politiker (Grüne)
- Zbinden, Ueli (* 1945), Schweizer Architekt und emeritierter Universitätsprofessor
- Žbirka, Miroslav (1952–2021), slowakischer Popsänger und Komponist
- Zbirujski, Dionysios († 1603), orthodoxer Bischof von Chełm (1585–1596) und unierter Bischof von Chełm (1596–1603)

### Zbo
- Žbogar, Samuel (* 1962), slowenischer Politiker und Diplomat
- Žbogar, Vasilij (* 1975), slowenischer Segler
- Zboińska-Ruszkowska, Helena (1877–1948), polnische Sängerin und Gesangspädagogin
- Zbončák, Martin (* 1975), tschechischer Fußballspieler
- Zbonek, Edwin (1928–2006), österreichischer Film-, Hörspiel- und Theaterregisseur
- Zboralski, Joerg (1967–2014), deutscher Künstler (Konzeptkunst, Installationen, Fotografie, Theaterregie, Bühnenbild)
- Zboralski, Waldemar (* 1960), polnischer LGBT-Aktivist
- Zbořil, Jakub (* 1997), tschechischer Eishockeyspieler
- Zbořil, Ladislav (* 1876), tschechoslowakischer Brigadegeneral
- Zborowski, Ernst (* 1907), deutscher Politiker (CDU), MdV, MdL
- Zborowski, Helmut von (1905–1969), österreichischer Flugzeugkonstrukteur
- Zborowski, Krzysztof (* 1982), polnischer Eishockeytorwart
- Zborowski, Leopold (1889–1932), polnisch-jüdischer Kunsthändler und Dichter
- Zborowski, Louis (1895–1924), englischer Rennfahrer und Automobilingenieur
- Zborowski, Mark (1908–1990), ukrainisch-amerikanischer Anthropologe und NKWD-Agent
- Zborschil, Lydia (* 1967), deutsche Sopranistin, Gesangspädagogin und Komponistin
- Zborzil, Arthur (1885–1937), österreichischer Tennisspieler

### Zbr
- Zbrzyzny, Ryszard (* 1955), polnischer Politiker, Mitglied des Sejm und Gewerkschaftsfunktionär

### Zbu
- Zbukvic, Joseph (* 1952), australischer Aquarellmaler

### Zby
- Zbylut, Kinga (* 1995), polnische Biathletin
- Zbyněk Fiala (* 1964), tschechoslowakischer Radrennfahrer
- Zbynko Zajíc von Hasenburg (1376–1411), Erzbischof von Prag
- Zbysława von Kiew, Fürstin der Kiewer Rus und Mitglied des Herrschergeschlechts der Rurikiden
- Zbyszko, Larry (* 1951), US-amerikanischer WrestlerLarry Zbyszko (* 1951)

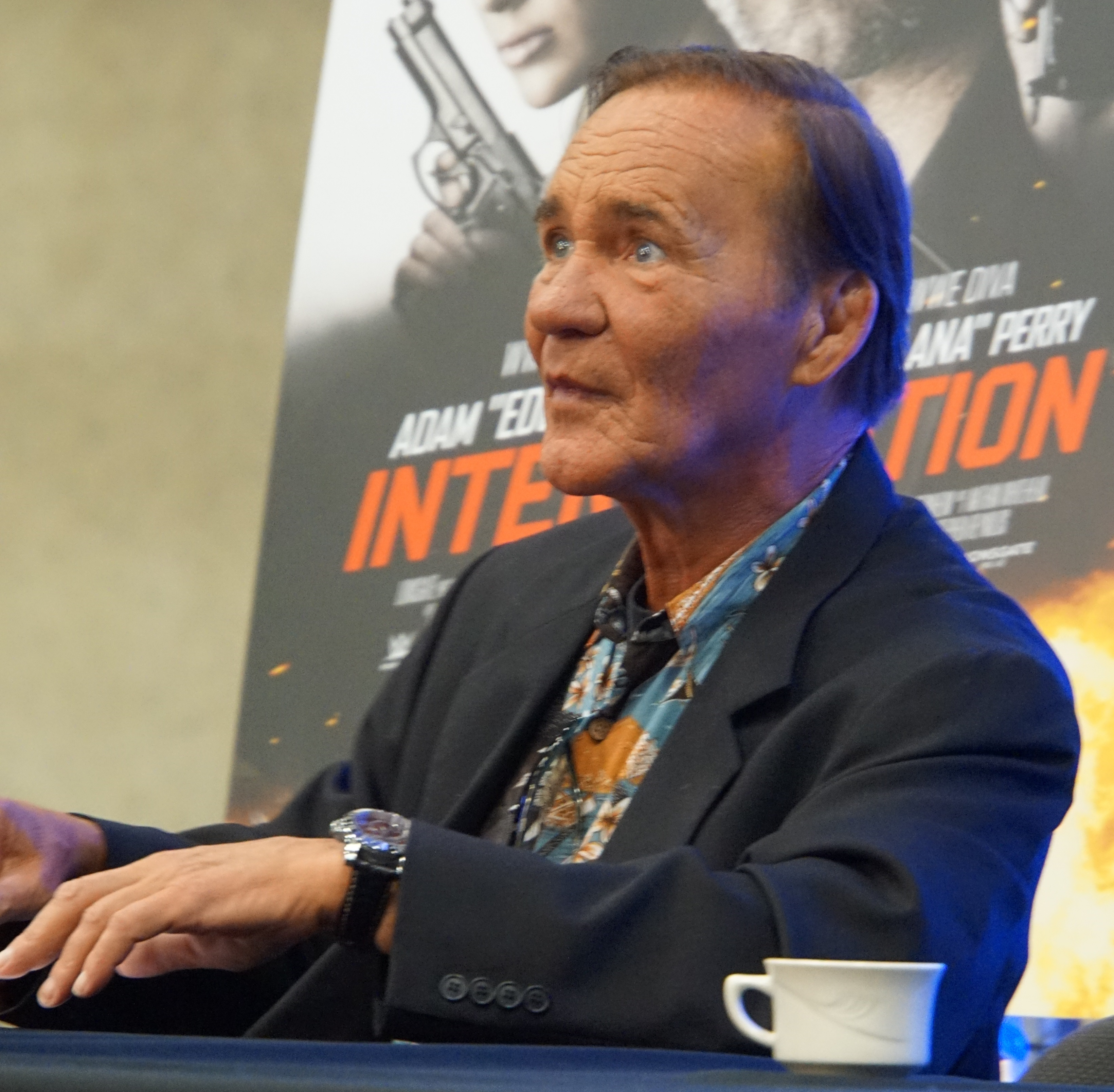
Larry Zbyszko (* 1951)

- Zbyszko, Stanislaus (1879–1967), polnischer Ringer